# 2002 في كوستاريكا
فيما يلي قوائم الأحداث التي وقعت خلال عام 2002 في كوستاريكا.

## سياسة

### تعيين في المنصب
- 8 مايو – هابيل باتشيكو رئيس كوستاريكا.

### انتهاء فترة المنصب
- 8 مايو – ميغيل أنخيل رودريغز إيشيفيريا رئيس كوستاريكا.

## رياضة
- 1 يناير – كوستاريكا في كأس العالم 2002

## وفيات

### نوفمبر
- 1 نوفمبر – ليستير مورغان (مواليد 1976) لاعب كرة قدم كوستاريكي.